# Czeslaw Kozon

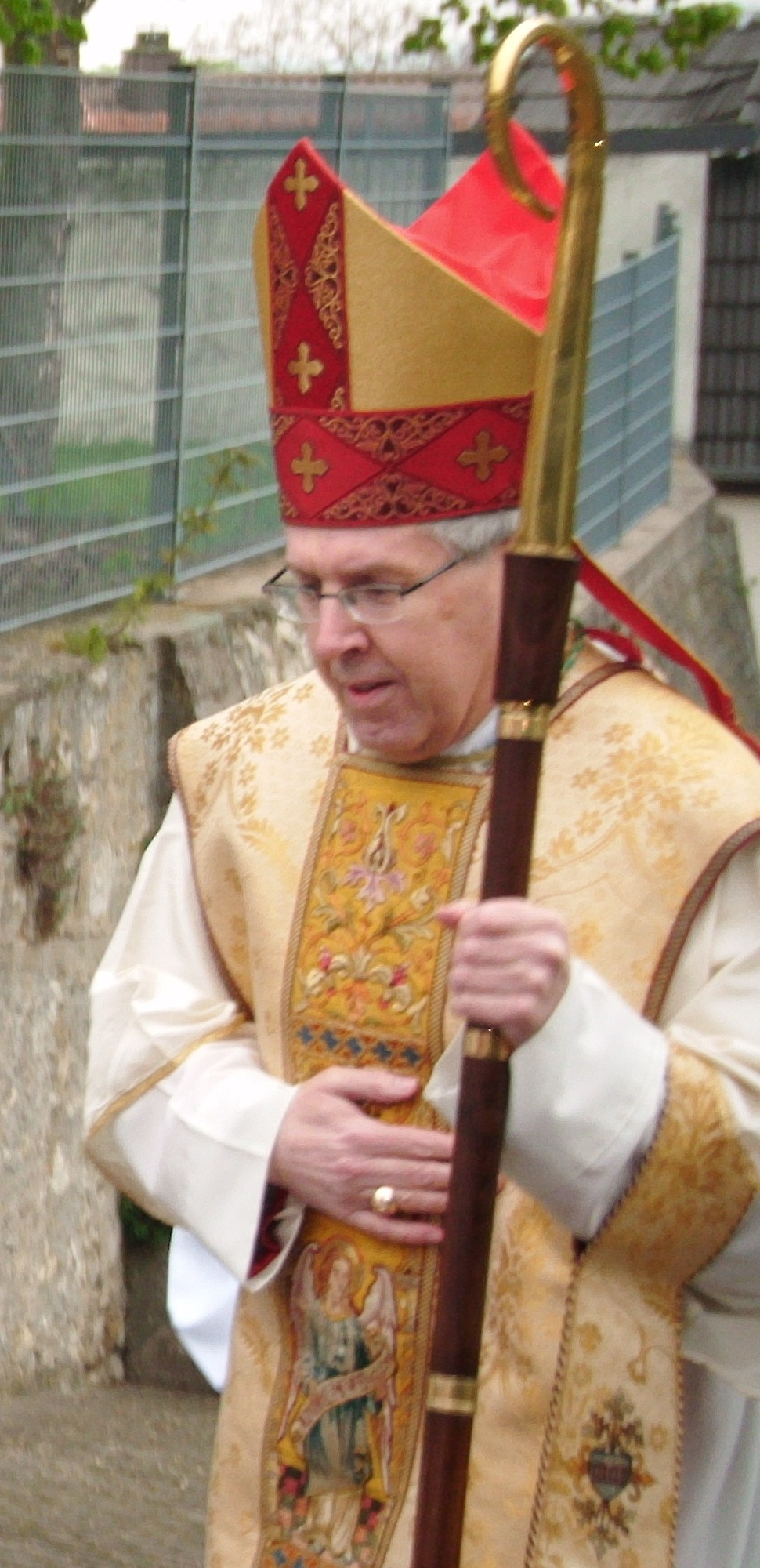
Bischof Czeslaw Kozon (2013)

Bischofswappen

Czesław Kozon   ['tʃɛslau kɔ'so·n]  (* 17. November 1951 in Idestrup auf Falster) ist ein dänischer Geistlicher und römisch-katholischer Bischof von Kopenhagen.

## Leben
Czesław Kozon wuchs in einer Familie mit polnischen Wurzeln auf. Seine Eltern waren Emigranten aus der damaligen Volksrepublik Polen.
Von 1971 bis 1977 absolvierte Kozon in Rom an der Päpstlichen Universität Gregoriana sowie an der Lateranuniversität ein Studium der Theologie. Am 6. Januar 1979 empfing er durch den Bischof von Kopenhagen, Hans Ludvig Martensen SJ in der Domkirche Sankt Ansgar in Kopenhagen das Sakrament der Priesterweihe. Von 1979 bis 1984 war er Vikar in Aalborg. Im Jahre 1984 wurde er Pfarrer in Ordrup. Ab 1989 war er gleichzeitig für die Nachbargemeinde Hellerup zuständig.
1994 wurde Kozon zum Generalvikar des Bistums Kopenhagen ernannt. Nach dem Rücktritt von Bischof Hans Ludwig Martensen ernannte Papst Johannes Paul II. Kozon zu dessen Nachfolger. Bischof Martensen spendete seinem Amtsnachfolger am 7. Mai 1995 die Bischofsweihe. Mitkonsekratoren waren Paul Verschuren SCI, Bischof von Helsinki, und Edward Samsel, Weihbischof in Ełk. Kozons bischöfliches Motto ist „Veritatem in caritate“ (Eph. 4, 15).
Am 7. September 2015 wurde Czesław Kozon in Kopenhagen von Kardinal-Großmeister Edwin Frederick O’Brien und Anders Arborelius OCD, dem Bischof von Stockholm und Großprior der Schwedischen Statthalterei des Ritterordens, in den Ritterorden vom Heiligen Grab zu Jerusalem investiert. Damit wurde sogleich eine eigenständige Statthalterei des Ordens in Dänemark begründet, die 2016 in einer Statthalterei für Schweden und Dänemark zusammengelegt wurde. Kardinal-Großmeister Edwin Frederick O’Brien ernannte Bischof Czesław Kozon am 11. Februar 2017 in der Domkirche St. Ansgar in Kopenhagen zum Großprior der Statthalterei für Schweden und Dänemark.
Von 2015 bis 2024 war er Vorsitzender der Nordischen Bischofskonferenz.

## Trivia
Bischof Czesław Kozon unterstützt die Feier der Messe im tridentinischen Ritus, gemäß dem Motu proprio Summorum Pontificum und zelebriert auch selbst öfter in dieser überlieferten Liturgieform.